# Die deutsche Ideologie

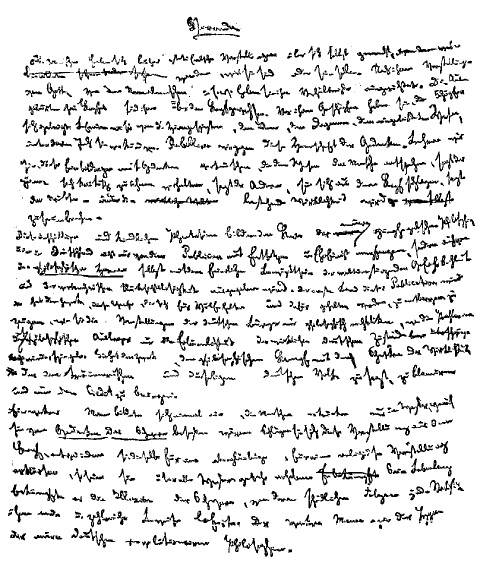
Die erste Seite des Manuskripts (geschrieben von Marx)

Die deutsche Ideologie ist ein Manuskriptkonvolut, das in den Jahren 1845–1846 hauptsächlich von Karl Marx und in Teilen von Friedrich Engels und zeitweilig auch von Moses Hess, Joseph Weydemeyer und Roland Daniels verfasst, damals aber nur zu einem geringen Teil veröffentlicht wurde. Zusammen mit den 1845 von Marx verfassten, ebenfalls zu Lebzeiten unveröffentlichten Thesen über Feuerbach gilt Die deutsche Ideologie als Schlüsselwerk des Historischen Materialismus.

## Editionen
Von den Texten, die später unter dem Titel Die Deutsche Ideologie bekannt wurden, wurde zu Lebzeiten der Autoren nur ein Artikel von Marx veröffentlicht.
Der mit ca. zwei Dritteln des Gesamtumfangs weitaus längste Text des Werks, die Kritik an Max Stirner, wurde 1903/1904 auszugsweise in neun Folgen der Reihe Dokumente des Sozialismus unter dem Titel Der ‚heilige Max‘ durch Eduard Bernstein herausgegeben. Bernstein griff damit in die durch die sogenannte Stirner-Renaissance veranlasste Debatte um anarchistische Formen des Sozialismus ein.
Der Abschnitt mit der Kritik an Ludwig Feuerbach wurde 1926 von Dawid Rjasanow als Vorabdruck für die von ihm geplante Marx-Engels-Gesamtausgabe (MEGA1) veröffentlicht.
Die gesamte Deutsche Ideologie erschien erstmals 1932 in Band I/5 der MEGA1 in Berlin, nach Verhaftung Rjasanows mit Wladimir Adoratski als Herausgeber. Im gleichen Jahr brachten Siegfried Landshut und Jacob P. Mayer im Rahmen einer Edition von Marx’ Frühschriften eine stark gekürzte Fassung heraus, in der vor allem der Stirner-Abschnitt – zwei Drittel des Gesamttextes – fehlte. Der erste vollständige Abdruck in einer Werkausgabe erfolgte 1933 in Band IV der ersten russischsprachigen Marx-Engels-Werkausgabe (Sotschinenija1); parallel dazu wurde die Deutsche Ideologie in der UdSSR anlässlich von Marx’ 115. Geburtstag im Mai 1933 in einer Einzelausgabe mit einer Auflagenhöhe von über 50.000 Exemplaren herausgebracht. Im Rahmen der deutschsprachigen Marx-Engels-Werke(MEW) wurde der Text schließlich 1958 in Band 3 der Ausgabe veröffentlicht. Eine überarbeitete Fassung hiervon erschien 1965 in Moskau und 1966 in der DDR.
Für die zweite Marx-Engels-Gesamtausgabe (MEGA2) wurde 1972 ein Probeband hergestellt, in dem das Feuerbach-Kapitel nach neuestem Forschungsstand kommentiert und ediert ist. Auf dessen Grundlage gab Wataru Hiromatsu in Tokio 1974 eine weitere Fassung in einer neuen Anordnung der Texte heraus.
Das Erscheinen des neu edierten Bandes I/5 der MEGA2, der Die deutsche Ideologie enthält, wurde seit dem Probeband 1972 mehrfach angekündigt, erfolgte schließlich aber aufgrund der außerordentlich schwierigen Quellenlage und der Notwendigkeit, neuere Forschungsergebnisse einzuarbeiten, erst Ende November 2017 auf insgesamt 1894 Seiten. Die historisch-kritische Edition führte unter anderem zur Aufnahme zweier weiterer Texte, eines anonym erschienenen, aber Marx zugeschriebenen Artikels in der Zeitschrift Gesellschaftsspiegel, sowie eines Artikels von Joseph Weydemeyer aus dem Westphälischen Dampfboot, den dieser unter Mitarbeit von Marx in Brüssel verfasst hatte. Die Herausgabe des MEGA-Bandes nach jahrzehntelanger Editionsarbeit erzeugte dabei auch mediale Resonanz.
2025 erschien für Band 3 der MEW die 10., erweiterte Auflage des Bandes, in dem in einem neuen Vorwort die Geschichte des Erscheinungsgeschichte des Bandes nachvollzogen wird. Ebenfalls enthalten ist als Beilage das vollständige Feuerbach-Kapitel.

## Hauptaussagen

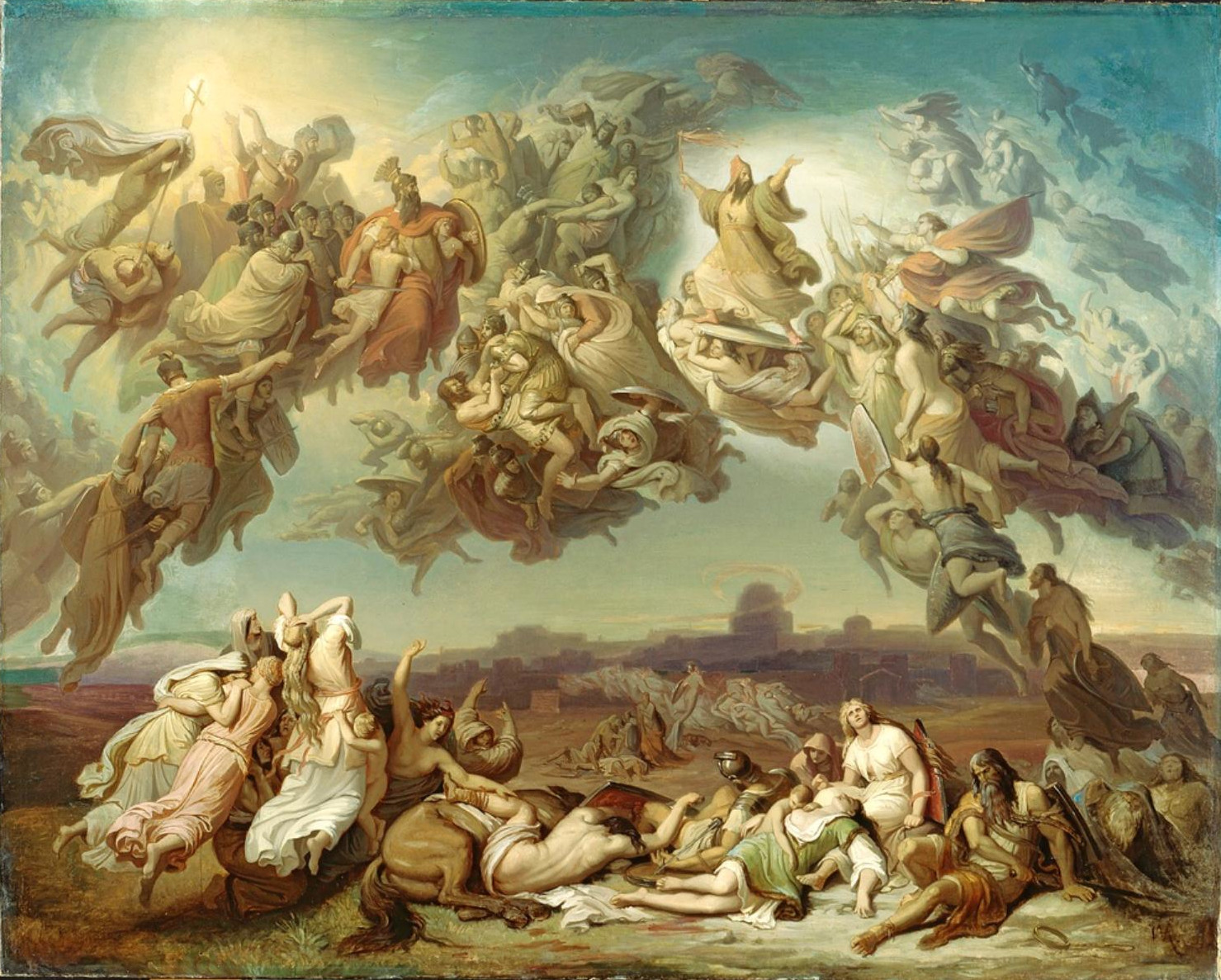
Bruno Bauer und Max Stirner wurden auf Wilhelm Kaulbachs Gemälde Die Hunnenschlacht (1834–1837) von Marx und Engels wiedererkannt.

Das Werk kritisiert die junghegelianischen Philosophen Ludwig Feuerbach, Bruno Bauer und Max Stirner sowie zeitgenössische deutsche Sozialisten.
In Die deutsche Ideologie stellen die Autoren einen Zusammenhang zwischen den Lebensverhältnissen der Menschen und ihren Gedanken her. Insbesondere sind die Gedanken von Menschen einer bestimmten Epoche, Region und gesellschaftlichen Stellung über Moral, ethische Vorstellungen, Schönheitsideale usw. immer eine Widerspiegelung der spezifischen Lebensverhältnisse dieser Epoche, Region und Gesellschaftsklasse (und Schicht etc.). Vereinfacht kann man sagen: Nicht das Bewusstsein bestimmt das Leben, sondern das Leben bestimmt das Bewusstsein. Die unterschiedlichen Lebensverhältnisse in einer bestimmten Epoche und Region spiegeln sich in einer hierarchischen Ordnung der verschiedenen Klassen. Die Gedanken der Mitglieder aller Klassen fungieren hierbei zur Absicherung von Herrschaft derjenigen Klasse, die am meisten von der jeweiligen Gesellschaftsstruktur profitiert. Die herrschenden Gedanken sind immer die Gedanken der Herrschenden.
Die Interessen der herrschenden Klasse werden als die vorgeblich gemeinsamen aller Mitglieder der Gesellschaft dargestellt. Marx und Engels bezeichnen Gedanken, die den Interessen der herrschenden Klasse dienen und als allein gültig dargestellt werden, als Ideologie. Ideologie kann durch Kritik aufgedeckt, aber nur durch revolutionäre Praxis („umwälzende Praxis“, wie Marx in der dritten These zu Feuerbach schrieb) beseitigt werden, indem die materiellen Verhältnisse geändert werden.
Die Deutsche Ideologie markiert die Grenze zwischen dem sogenannten frühen und dem reifen Marx, d. h. seine Lösung von dem humanistischen Materialismus Feuerbachs. Sie enthält, wie Engels schrieb, die erste Formulierung von Marx’ „großer Theorie“, dem Historischen Materialismus.

## Theoretische Einordnung

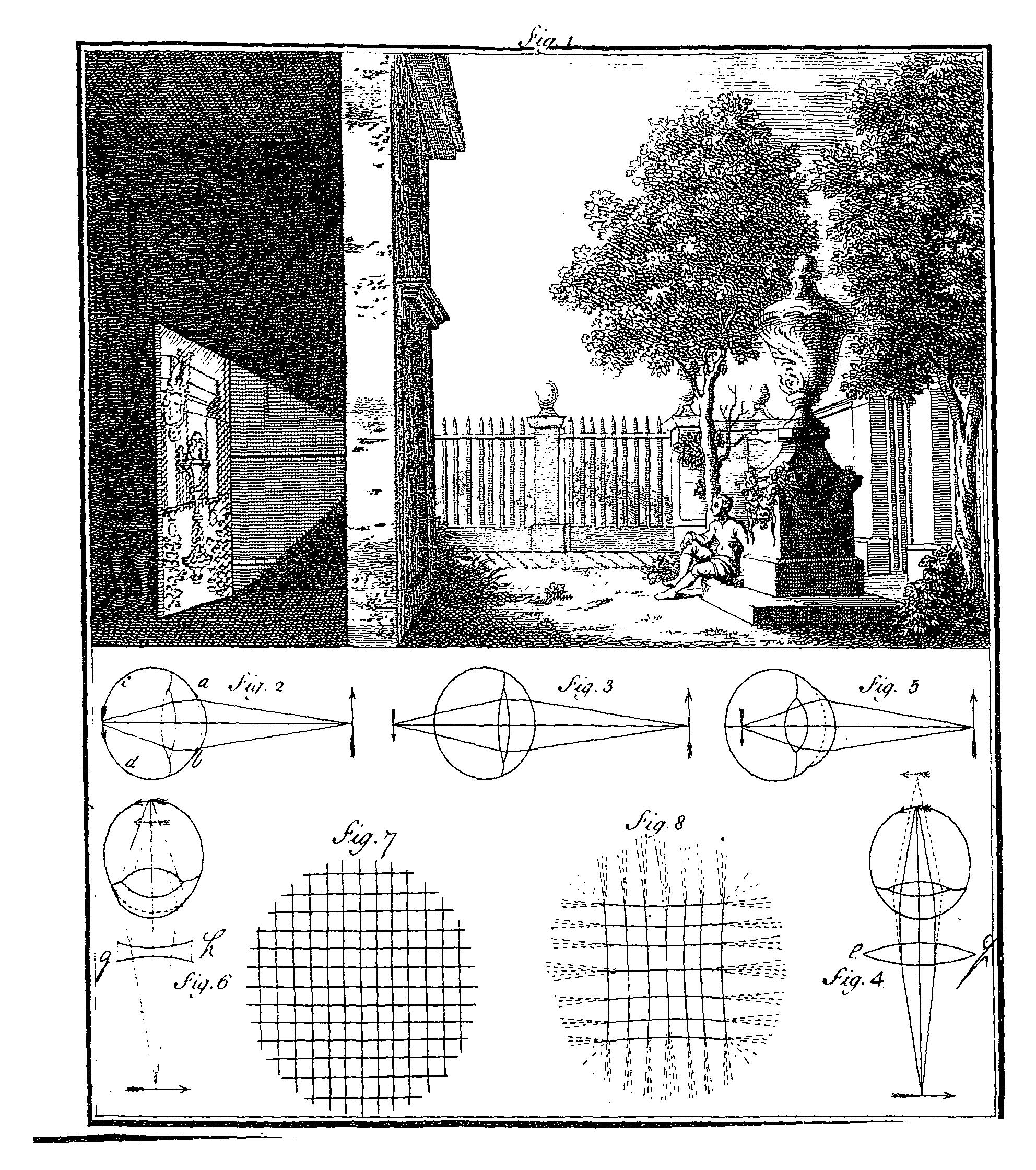
„Wenn in der ganzen Ideologie die Menschen und ihre Verhältnisse wie in einer Camera obscura auf den Kopf gestellt erscheinen, so geht dies Phänomen ebensosehr aus ihrem historischen Lebensprozeß hervor, wie die Umdrehung der Gegenstände auf der Netzhaut aus ihrem unmittelbar physischen.“
Karl Marx, MEW, Bd. 3, S. 26 (Illustration: James Ayscough, 1752)

In der Vorrede von Zur Kritik der Politischen Ökonomie von 1859 thematisiert Marx den Entstehungshintergrund der Arbeit:

„Friedrich Engels, mit dem ich seit dem Erscheinen seiner genialen Skizze zur Kritik der ökonomischen Kategorien (in den Deutsch-Französischen Jahrbüchern) einen steten schriftlichen Ideenaustausch unterhielt, war auf anderm Wege (vergleiche seine Lage der arbeitenden Klasse in England) mit mir zu demselben Resultat gelangt, und als er sich im Frühling 1845 ebenfalls in Brüssel niederließ, beschlossen wir, den Gegensatz unsrer Ansicht gegen die ideologische der deutschen Philosophie gemeinschaftlich auszuarbeiten, in der Tat mit unserm ehemaligen philosophischen Gewissen abzurechnen. Der Vorsatz ward ausgeführt in der Form einer Kritik der nachhegelschen Philosophie. Das Manuskript […], zwei starke Oktavbände, war längst an seinem Verlagsort in Westphalen angelangt, als wir die Nachricht erhielten, daß veränderte Umstände den Druck nicht erlaubten. Wir überließen das Manuskript der nagenden Kritik der Mäuse um so williger, als wir unsern Hauptzweck erreicht hatten – Selbstverständigung.“

Engels äußerte sich 1888 in einer Vorbemerkung zu Ludwig Feuerbach und der Ausgang der klassischen deutschen Philosophie über das Manuskript folgendermaßen:

„Ehe ich diese Zeilen in die Presse schicke, habe ich das alte Manuskript von 1845/46 nochmals herausgesucht und angesehn. Der Abschnitt über Feuerbach ist nicht vollendet. Der fertige Teil besteht in einer Darlegung der materialistischen Geschichtsauffassung, die nur beweist, wie unvollständig unsre damaligen Kenntnisse der ökonomischen Geschichte noch waren. Die Kritik der Feuerbachschen Doktrin selbst fehlt darin; für den gegenwärtigen Zweck war es also unbrauchbar. Dagegen habe ich in einem alten Heft von Marx die im Anhang abgedruckten elf Thesen über Feuerbach gefunden. Es sind Notizen für spätere Ausarbeitung, rasch hingeschrieben, absolut nicht für den Druck bestimmt, aber unschätzbar als das erste Dokument, worin der geniale Keim der neuen Weltanschauung niedergelegt ist.“

## Auszug
„Die Gedanken der herrschenden Klasse sind in jeder Epoche die herrschenden Gedanken, d. h. die Klasse, welche die herrschende materielle Macht der Gesellschaft ist, ist zugleich ihre herrschende geistige Macht. Die Klasse, die die Mittel zur materiellen Produktion zu ihrer Verfügung hat, disponiert damit zugleich über die Mittel zur geistigen Produktion, so daß ihr damit zugleich im Durchschnitt die Gedanken derer, denen die Mittel zur geistigen Produktion abgehen, unterworfen sind. Die herrschenden Gedanken sind weiter Nichts als der ideelle Ausdruck der herrschenden materiellen Verhältnisse, die als Gedanken gefaßten herrschenden materiellen Verhältnisse; also der Verhältnisse, die eben die eine Klasse zur herrschenden machen, also die Gedanken ihrer Herrschaft.“

## Kritik
Die deutsche Ideologie als zentrales Werk von Marx und Engels hat es in der veröffentlichten Form der Marx-Engels Werke (MEW) nie gegeben. Besonders das Kapitel „I Feuerbach“ war ursprünglich als eine Kritik an Max Stirner gedacht. Ulrich Pagel, Gerald Hubmann und Christine Weckwerth kommen in ihrer Arbeit zur Marx-Engels-Gesamtausgabe (MEGA) zu folgendem Ergebnis: „Anstelle der in der späteren Rezeption behaupteten (und durch Textkompilationen suggerierten) Ausformulierung einer Philosophie des historischen Materialismus belegen die Manuskripte gerade die programmatische Abkehr von der Philosophie zugunsten der wirklichen positiven Wissenschaft“.

## Ausgaben und Teilausgaben
- Der „heilige Max“ (Sankt Max). Hrsg. v. Eduard Bernstein. In: Dokumente des Sozialismus, III. Band, 1903, S. 19–32, 65–78, 115–130, 169–177, 306–316, 355–364; und IV. Band, 1904, S. 210–217, 259–270, 312–321, 363–373 und 416–419.
- Marx und Engels über Feuerbach. Der erste Teil der ‚Deutschen Ideologie‘. In: Marx-Engels-Archiv. Zeitschrift des Marx-Engels-Instituts in Moskau. Band 1, 1926, S. 205–306.
- Marx-Engels-Gesamtausgabe (MEGA1). Abteilung I. Band 5. Karl Marx / Friedrich Engels: Die Deutsche Ideologie. Kritik der neuesten deutschen Philosophie in ihren Repräsentanten, Feuerbach, B. Bauer und Stirner, und des deutschen Sozialismus in seinen verschiedenen Propheten. 1845-1846. Im Auftrage des Marx-Engels-Lenin-Instituts Moskau herausgegeben von V. Adoratskij, Berlin 1932.
- Karl Marx, Friedrich Engels: Die deutsche Ideologie. Kritik der neuesten deutschen Philosophie in ihren Repräsentanten Feuerbach, B. Bauer und Stirner, und des deutschen Sozialismus in seinen verschiedenen Propheten (geschrieben 1845–1846, nach den Handschriften). (=  Marx-Engels-Werke (MEW)), Band 3, Dietz, Berlin (DDR) 1958, DEA Archiv online; auch Berlin 1973; 10. erweiterte Auflage, Dietz, Berlin 2025.
- Feuerbach (Neuedition des Kap. I). In: Deutsche Zeitschrift für Philosophie, 14 (1966), S. 1192–1254.
- Die deutsche Ideologie. I. Band. Kapitel I. Feuerbach. Gegensatz von materialistischer und idealistischer Anschauung. Probeband zur Marx-Engels-Gesamtausgabe (MEGA2) (enth. Editionsgrundsätze und Probestücke). Dietz Verlag, Berlin 1972, S. 31–119 und S. 399–507.
- Die deutsche Ideologie. I. Band. Kapitel I. Feuerbach. Hrsg. v. Wataru Hiromatsu, Tokio: Kawadeshobo-Shinsha 1974 (deutsch und japanisch).
- Die Deutsche Ideologie. Artikel, Druckvorlagen, Entwürfe, Reinschriftenfragmente und Notizen zu I. Feuerbach und II. Sankt Bruno, Hrsg.:  Internationale Marx-Engels-Stiftung, Akademie-Verlag, Berlin 2004, 2 Bände (Text; Apparat) ISBN 3-05-003837-3.
- Marx-Engels-Gesamtausgabe (MEGA2). Abteilung I. Band 5. Karl Marx / Friedrich Engels: Deutsche Ideologie. Manuskripte und Drucke. Bearbeitet von Ulrich Pagel, Gerald Hubmann und Christine Weckwerth. Herausgegeben von der Internationalen Marx-Engels-Stiftung (IMES) Amsterdam. De Gruyter Akademie Forschung, Berlin/Boston 2017. ISBN 978-3-11-048577-6.